# کاخ زمستانی
کاخ زمستانی (روسی: Зи́мний дворе́ц؛ IPA: [ˈzʲimnʲɪj dvɐˈrʲets])، نام کاخی در شهر سنت پترزبورگ، روسیه است که از سال ۱۷۳۲ میلادی تا سال ۱۹۱۷ میلادی از زمان تزاریس آنا تا نیکلای دوم، اقامتگاه رسمی تزارهای روسیه از دودمان رومانوف بود. کاخ زمستانی یکی از مشهورترین و تاریخی‌ترین کاخ‌های روسیه است که در شهر سنت پترزبورگ واقع شده و نقش بسیار مهمی در تاریخ سیاسی، فرهنگی و هنری روسیه داشته است. این کاخ امروزه بخشی از موزه ارمیتاژ محسوب می‌شود. این کاخ به عنوان نمادی از قدرت، ثروت و شکوفایی فرهنگی امپراتوری روسیه شناخته می‌شود. 
کاخ زمستانی در مرکز شهر سن‌پترزبورگ و در کنار رود نِوا قرار دارد. معماری آن نمونه‌ای برجسته از سبک باروک روسی است. طراحی اصلی این بنا توسط فرانچسکو راسترلی، معمار ایتالیایی در خدمت تزارها، انجام شد. نمای بیرونی کاخ سبز و سفید بوده و دارای ستون‌ها، مجسمه‌ها و تزئینات فراوان است که شکوه و عظمت امپراتوری روسیه را به نمایش می‌گذارد.
ساخت کاخ زمستانی در سال ۱۷۳۲ آغاز شد و در طول قرن ۱۸ و ۱۹ بارها بازسازی و گسترش یافت. کاخ زمستانی نه تنها محل زندگی خاندان سلطنتی، بلکه مرکز سیاسی و اداری امپراتوری روسیه نیز به‌شمار می‌رفت. هزاران نفر از درباریان، افسران، وزرا و خدمتکاران در آن فعالیت داشتند. 

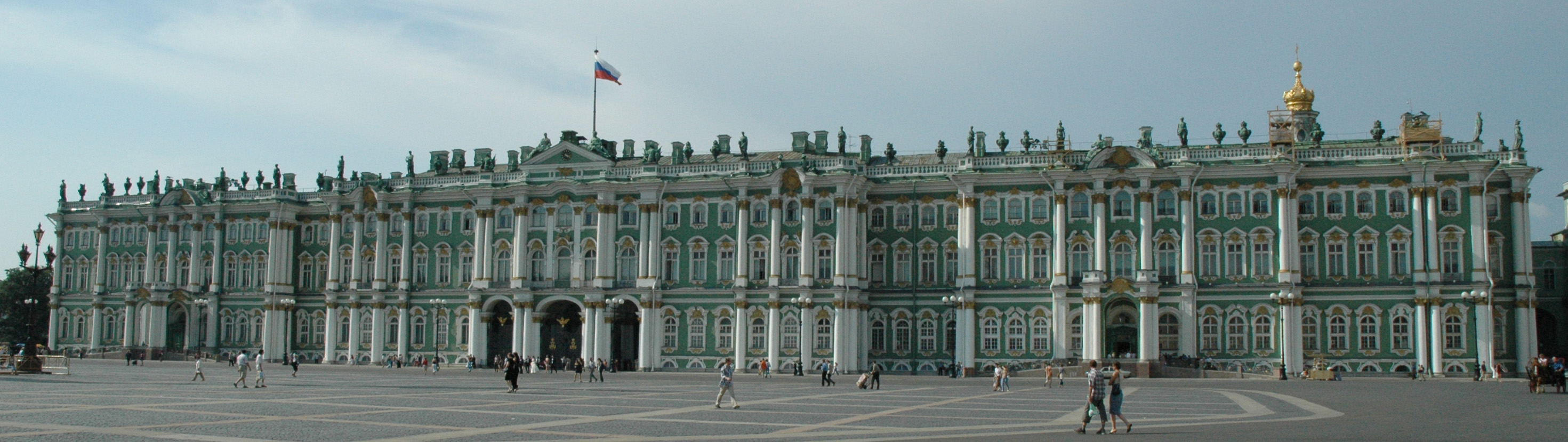
نمای بیرونی کاخ زمستانی

## تاریخچه و زمینه تاریخی
تاریخچه کاخ زمستانی به اوایل قرن هجدهم بازمی‌گردد. در ابتدا، پتر کبیر پس از بازگشت از سفر بزرگ خود، به منظور مدرن‌سازی و غربی‌سازی روسیه،  ساخت اولین نسخه از یک کاخ زمستانی ایجاد کرد. بعدها، در دهه‌های بعدی و تحت فرمان امپراتریس‌هایی مانند آنا و الیزابت، ساختار اصلی و نمای فعلی این بنا گسترش یافته و به شکلی تجملی و بی‌نظیر درآمد. در دوره الیزابت، معمار ایتالیایی بارتولومئو راسترلی وظیفه طراحی نسخه جدیدی از کاخ را بر عهده گرفت و به کمک او، کاخ زمستانی در سبک باروک الیزابتی به یک اثر هنری تبدیل شد. بعدها، با تغییر ذوق و سلیقه‌های دوران، بخشی از تزئینات داخلی تحت تأثیر سبک‌های نئوکلاسیک و روکوکو بازسازی شدند، به‌ویژه پس از آتش‌سوزی و تخریب گسترده‌ای که در سال ۱۸۳۷ رخ داد و منجر به بازسازی سریع و گسترده داخلی کاخ شد.

## معرفی کلی
- نام: کاخ زمستانی (Winter Palace)
- مکان: سن پترزبورگ، روسیه
- کاربری اصلی تاریخی: اقامتگاه رسمی تزارهای روسیه
- ساختمان فعلی: بین سال‌های ۱۷۵۴ تا ۱۷۶۲ ساخته شد
- معمار اصلی: بارتولومئو راسترلی (Bartolomeo Rastrelli)، معمار ایتالیایی‌تبار در خدمت دربار روسیه
- سبک معماری: باروک روسی (Russian Baroque)
- رنگ شاخص نما: سبز یشمی با سفید و طلایی

## جزئیات معماری و طراحی
کاخ زمستانی دارای مجموعاً مساحتی بالغ بر ۲۳۳,۳۳۵ متر مربع را در بر می‌گیرد که شامل ۱۵۰۰ اتاق، حدود ۱۸۸۶ در، ۱۹۴۵ پنجره و ۱۱۷ راه‌پله می‌شود. ظاهر کلی آن به شکل یک مستطیل کشیده‌است که نماهای اصلی آن به طول تقریبی ۲۱۵ متر و ارتفاع حدود ۳۰ متر طراحی شده‌اند. در طراحی کاخ، از تزئینات پیچیده، مجسمه‌ها، و جزئیات باروک بهره برده شده که همواره جلوه‌ای از تجمل و عظمت را به بیننده القا می‌کند. توجه به رئوس جزئیات مانند گچ‌کاری‌های طلایی، ستون‌های سنگی فوق‌العاده و پنجره‌های بزرگ، این بنا را به یکی از شاهکارهای معماری تبدیل کرده است. 
بازسازی پس از آتش‌سوزی در ۱۸۳۷، یک آتش‌سوزی بزرگ بخش‌های داخلی کاخ را نابود کرد. با این حال، نمای بیرونی دست‌نخورده باقی ماند و فضای داخلی با ترکیبی از سبک‌های نئوکلاسیک و روکوکو بازسازی شد.

## کاربرد تاریخی
اقامتگاه تزارهای روسیه: از ۱۷۳۲ تا ۱۹۱۷، این کاخ محل اقامت رسمی تزارهای روسیه و همچنین محل برگزاری مهم‌ترین رویدادهای رسمی، رژه‌ها، جلسات و جشن‌های سلطنتی بود. از اینجا، تزار بر ۸,۸۰۰,۰۰۰ مایل مربع سرزمین‌های تحت حاکمیت امپراتوری روسیه حکومت می‌کردند.

## نقش تاریخی و رویدادهای مهم
از سال ۱۷۳۲ تا ۱۹۱۷، کاخ زمستانی به عنوان محل اقامت رسمی تزارهای روسیه مورد استفاده قرار می‌گرفت. از این کاخ، تزارها شایستگی‌های فرمانروایی بر امپراتوری بزرگ روسیه را ابراز می‌کردند؛ امپراتوری‌ای که در اوج خود زمینی به ابعاد تقریبی ۸,۸۰۰,۰۰۰ مایل مربع و جمعیتی بالغ بر ۱۲۵ میلیون داشت. این کاخ با بسیاری از رویدادهای مهم تاریخی همگام بوده است. در ۹ ژانویه ۱۹۰۵، در جریان تظاهرات معترضان که در نهایت تبدیل به رویدادی خونین به نام یکشنبه خونین شد، در این رویداد، هزاران کارگر معترض به سوی کاخ زمستانی راهپیمایی کردند، اما با سرکوب شدید نیروهای دولتی مواجه شدند، که نقطه آغاز انقلاب ۱۹۰۵ روسیه بود. در نوامبر ۱۹۱۷، نیروهای بلشویک به رهبری لنین این کاخ را تصرف کرده و حکومت موقت روسیه را سرنگون کردند، که لحظه‌ای نمادین در تاریخ شوروی محسوب می‌شود. 

## ویژگی‌های معماری و هنری
- بیش از ۱۵۰۰ اتاق، ۱۱۷ راه‌پله، و ۱۷۸۶ در دارد
- سقف‌ها و دیوارها با نقاشی‌ها، گچ‌بری‌ها و تزئینات طلایی پوشیده شده‌اند

### تالارهای مهم
- تالار ژرژینسکی (برای تاج‌گذاری‌ها و مهمانی‌های رسمی)
- تالار پتر کبیر
- راه‌پله ژوردن (Jordan Staircase): یکی از نمادهای باشکوه باروک روسی

## موزه آرمیتاژ
پس از انقلاب اکتبر، کاخ زمستانی بخشی از موزه آرمیتاژ (Hermitage Museum) شد؛ یکی از بزرگ‌ترین و غنی‌ترین موزه‌های هنری جهان. امروزه بازدیدکنندگان می‌توانند از سالن‌ها، راهروها، تالارهای تشریفاتی و مجموعه‌های عظیم آثار هنری که از دوره امپراتوری به‌جا مانده‌اند، دیدن کنند. موزه آرمیتاژ بیش از ۳ میلیون اثر هنری، از جمله آثار هنرمندانی مانند لئوناردو داوینچی، رامبراند، ماتیس، گویا، میکل‌آنژ، رافائل، پیکاسو و دیگران را در خود جای داده است.

## مجموعه هنر ایران در موزه ارمیتاژ
موزه آرمیتاژ در سن‌پترزبورگ روسیه یکی از بزرگ‌ترین و غنی‌ترین موزه‌های جهان است که مجموعه هنر ایران در موزه ارمیتاژ را در خود جای داده است. این آثار در دو بخش اصلی قابل بررسی‌اند: **دوره‌های پیش از اسلام** و **دوره‌های اسلامی**.
آثار ایران پیش از اسلام در آرمیتاژ
سفال‌های نقاشی‌شده ایلامی از هزاره چهارم و سوم پیش از میلاد، اهدایی از هیئت باستان‌شناسی فرانسه در ایران. [1]
اشیای لرستانی شامل دستبند، سنجاق، مجسمه‌های برنزی و سفالینه‌ها از قرن ۱۳ تا ۸ پیش از میلاد.  [1]
ظروف سفالی عصر آهن از نوع حسنلو و آملش.  [1]

آثار دوره هخامنشی:
- قطعه‌ای از نقش‌برجسته‌های تخت جمشید (سر یکی از سربازان جاویدان)، اهدایی دولت ایران در سال ۱۹۳۵. [۱]
- کاسه‌ی طلایی با دسته‌هایی به شکل سر شیر، جواهرات، مهرها و پلاک‌هایی با نماد اهورامزدا. [1]
- ظروف نقره‌ای ساسانی: آرمیتاژ بزرگ‌ترین مجموعه ظروف نقره‌ای دوره ساسانی را در جهان دارد؛ شامل بشقاب‌ها، کاسه‌ها و ظروف تزئین‌شده با نقش‌های برجسته. [۲][۳]
- فرش پازیریک: قدیمی‌ترین فرش شناخته‌شده جهان، با قدمت حدود ۲۵۰۰ سال، کشف‌شده در منطقه پازیریک روسیه و نگهداری‌شده در آرمیتاژ. [۴]

آثار ایران دوره اسلامی
- فلزکاری خراسانی قرن ۱۱ تا ۱۳ میلادی: شامل قلمدان‌ها، ظروف تزئین‌شده با نقره و مس، و مجسمه‌هایی با اشعار فارسی حک‌شده. [3]
- سفال‌های لعاب‌دار و کاشی‌های زرین‌فام از دوره‌های ایلخانی، تیموری و صفوی، از جمله کاشی‌های امام‌زاده یحیی در ورامین. [3]
- نسخ خطی و مینیاتورهای ایرانی: از جمله آثار رضا عباسی مانند «جوان با کوزه»، «دختر با کلاه خز» و «ضیافت در فضای باز». [3]
- جواهرات و ظروف زرین و نقره‌ای قاجاری**: شامل سینی‌ها، مدال‌ها و اشیای تزئینی با میناکاری و سنگ‌های قیمتی.[۵]

## سالن‌های آثار ایران در موزه آرمیتاژ
در موزه آرمیتاژ، آثار ایرانی در چند سالن مختلف نگهداری می‌شوند، بسته به دوره تاریخی و نوع اثر:
- طبقه سوم موزه: محل اصلی نمایش آثار ایران است. در این بخش می‌توان آثار باستانی ایران را دید، از جمله نقاشی‌های دوره قاجار، ظروف نقره‌ای ساسانی، و فرش پازیریک.
- بخش خاور نزدیک باستان: شامل آثار تمدن‌های ایران، بین‌النهرین، ایلام، آشور، و اورارتو. در این بخش سفال‌های ایلامی، مهرهای استوانه‌ای، و اشیای فلزی لرستانی نگهداری می‌شوند. [1] [2]
- مجموعه دوره اسلامی: آثار فلزی خراسانی، سفال‌های لعاب‌دار زرین‌فام، کاشی‌های ورامین، و مینیاتورهای دوره صفوی و قاجار در این بخش قرار دارند. [3]
- بخش هنرهای تزئینی و فلزکاری: ظروف نقره‌ای و طلایی، قلمدان‌های منقوش، و اشیای میناکاری‌شده از قرون مختلف اسلامی تا دوره قاجار در این سالن‌ها دیده می‌شوند.[۶]

## نگارخانه

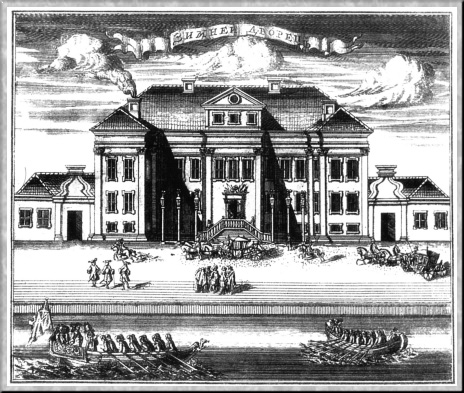
نخستین کاخ زمستانی که در سال ۱۷۱۱ میلادی برای پتر کبیر ساخته شد و ۱۶ سال بعد بازسازی شده و با تغییر طراحی به کاخ زمستانی سوم بدل شد
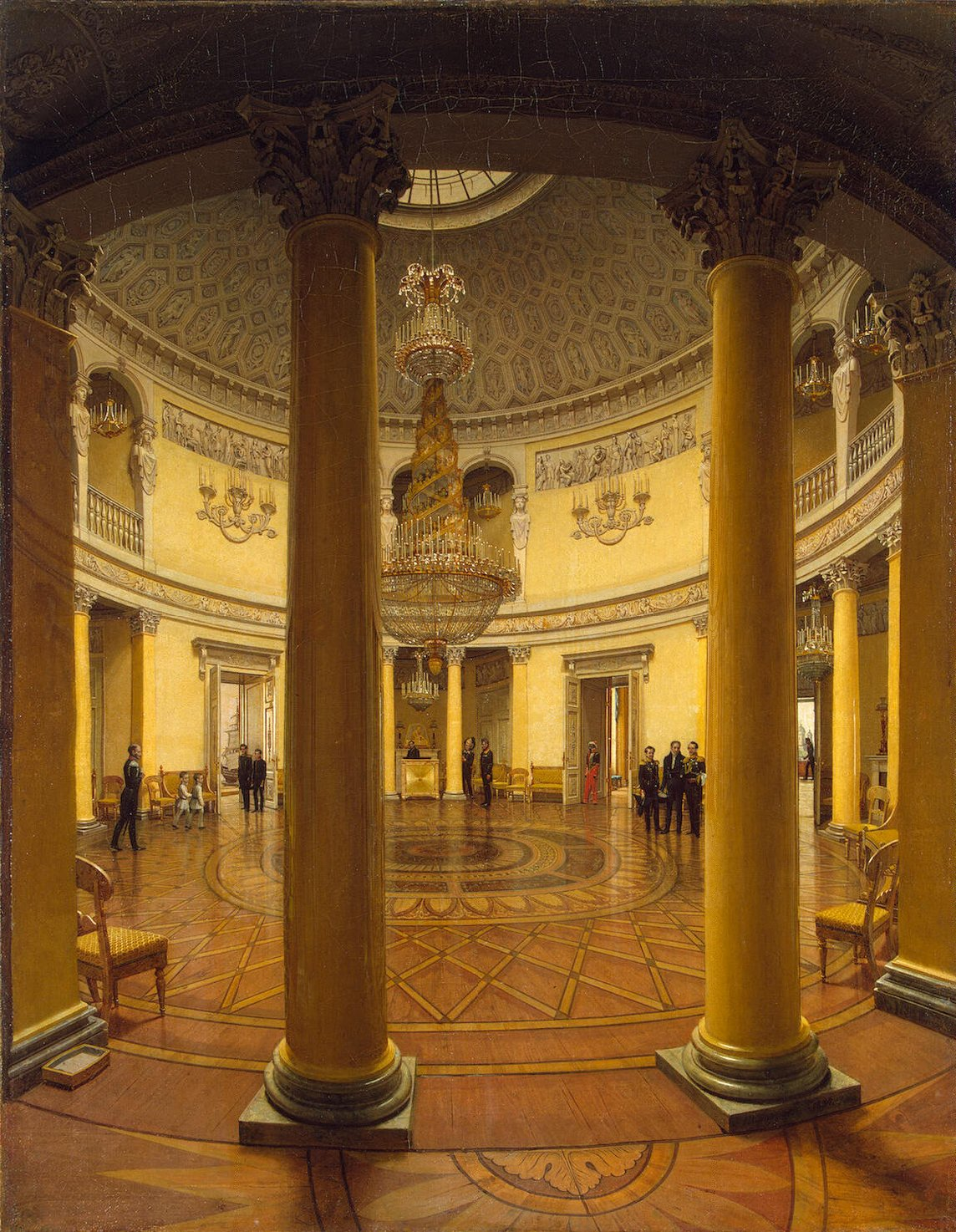
کاخ زمستانی
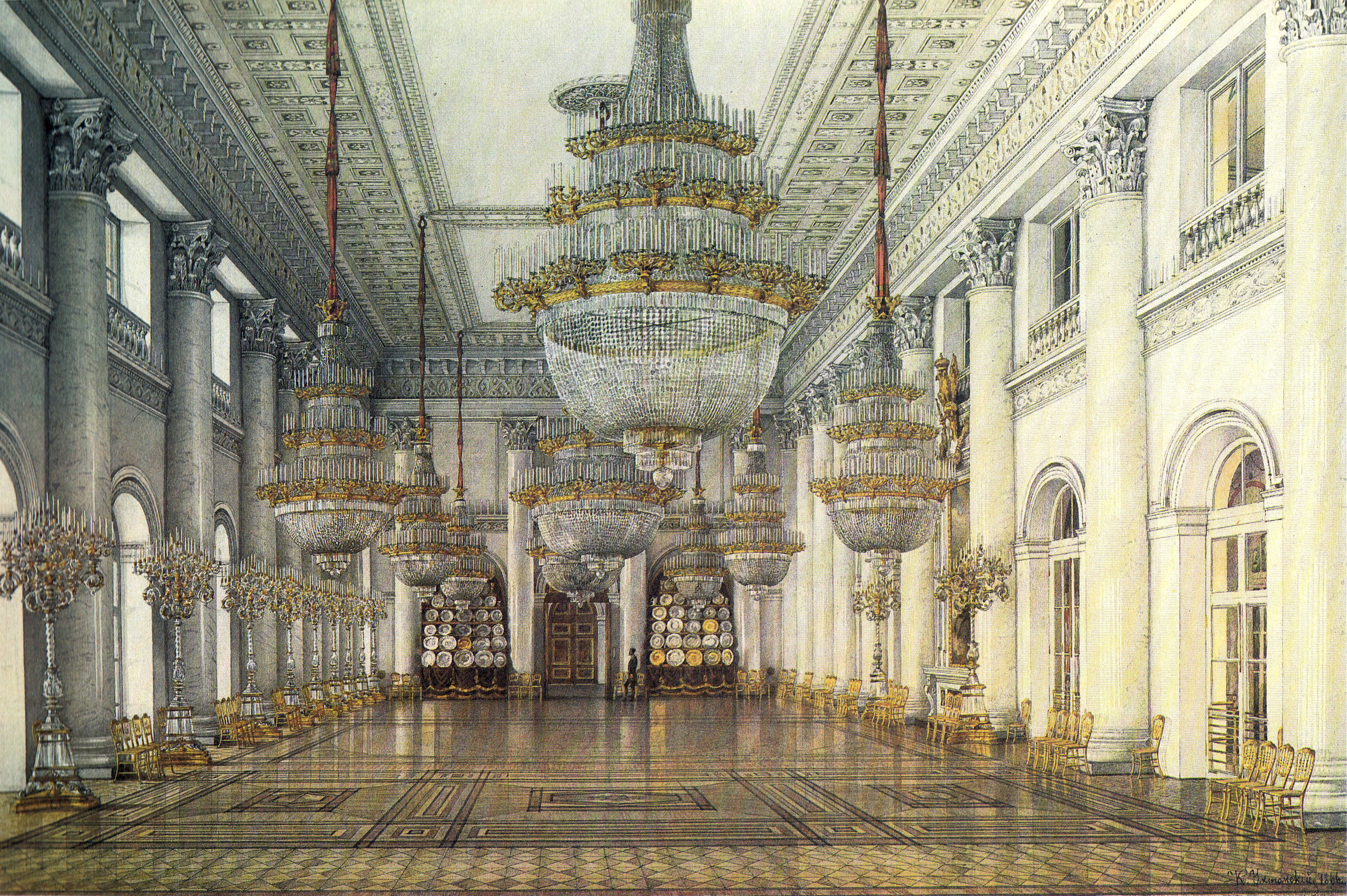
تالار نیکلای در کاخ زمستانی
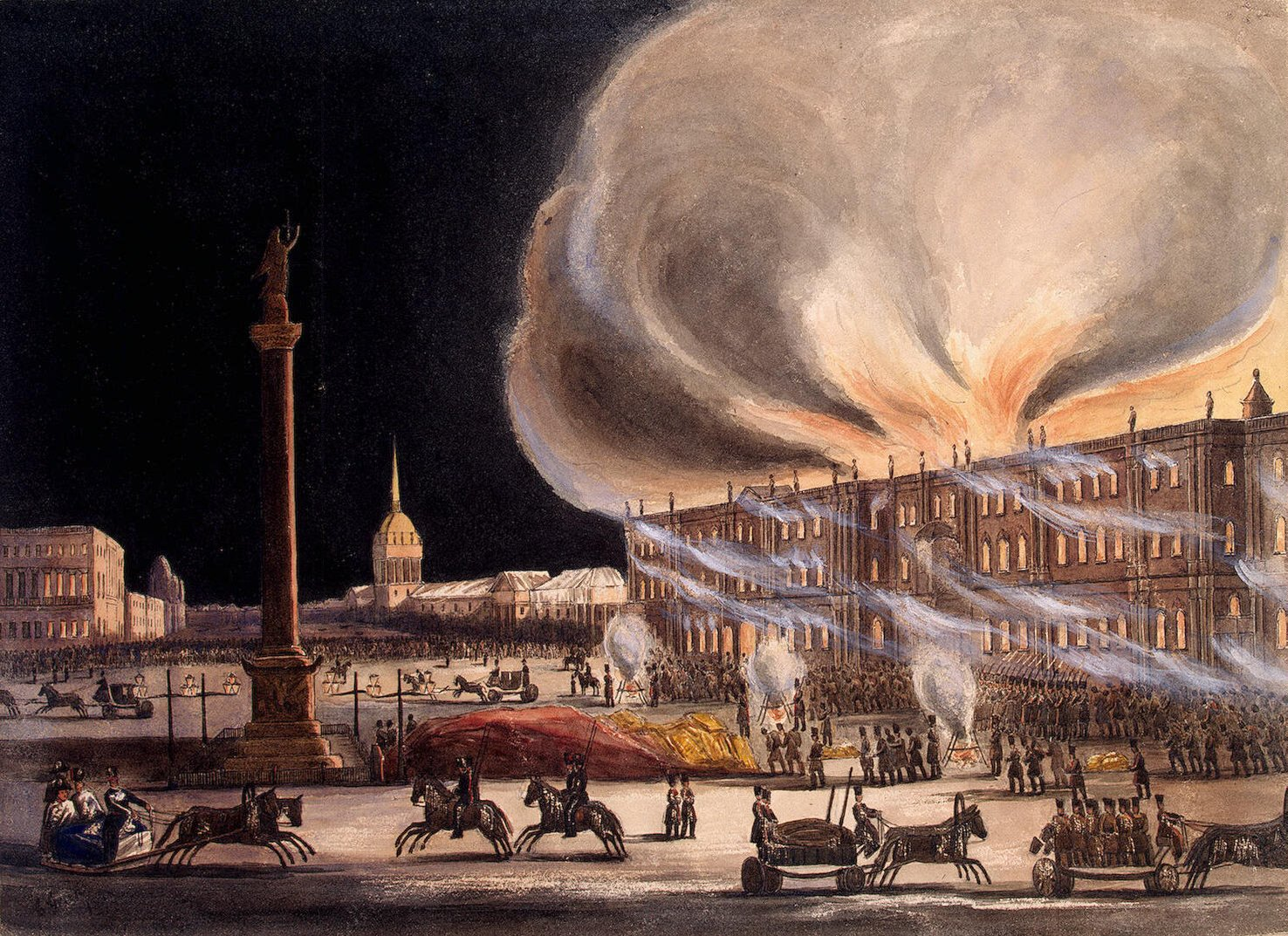
آتش در کاخ زمستانی اثر بوریس گرین
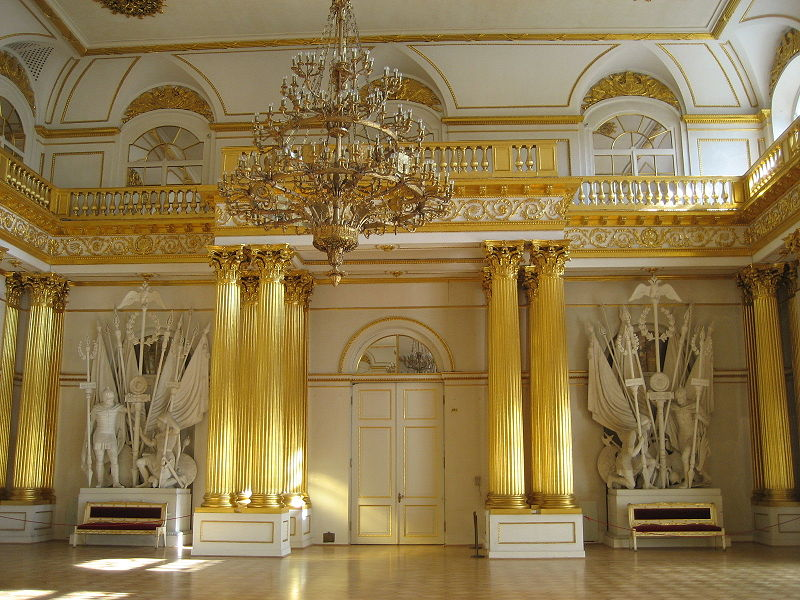
تالار گارد
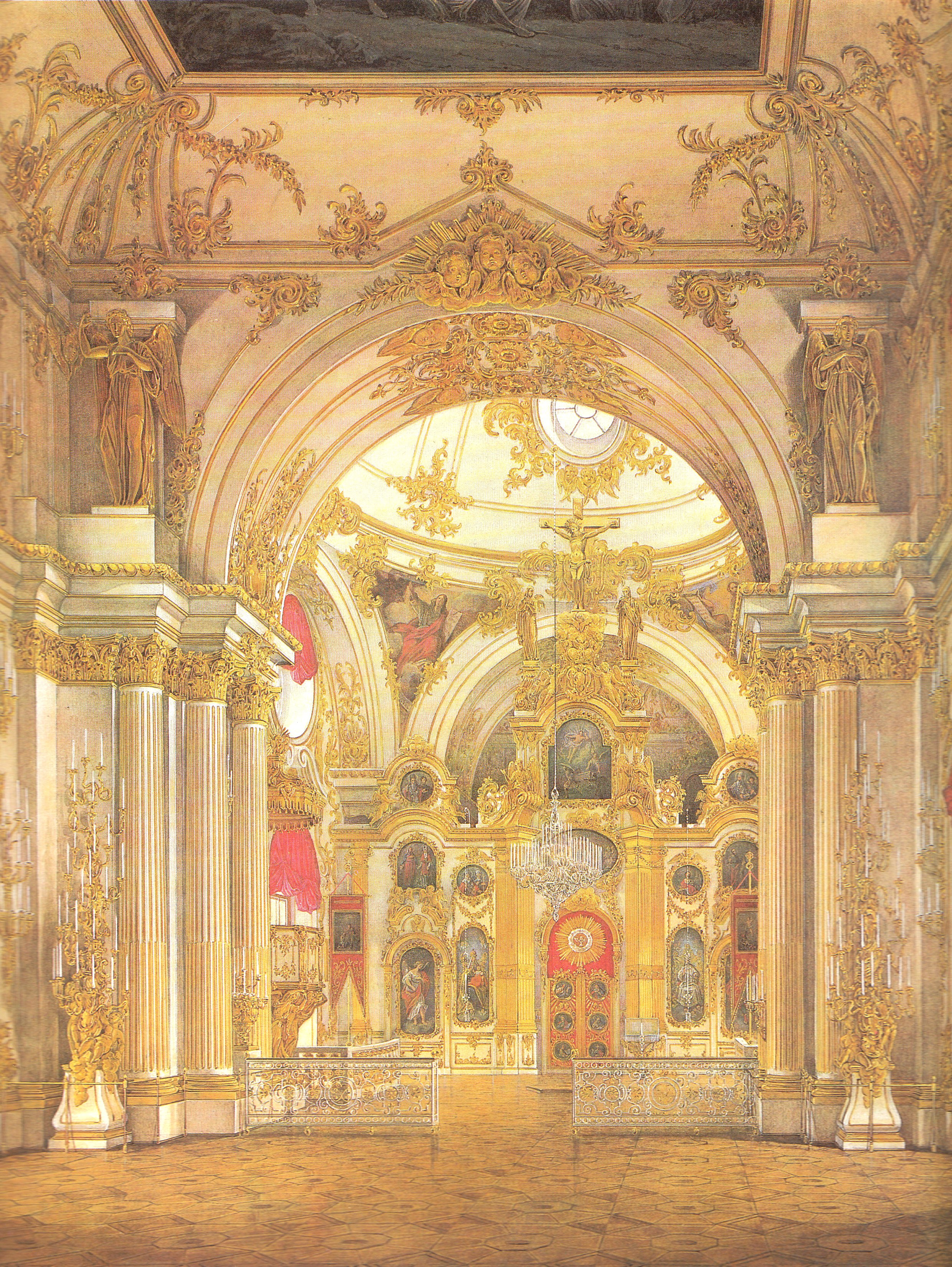
کلیسای بزرگ کاخ زمستانی
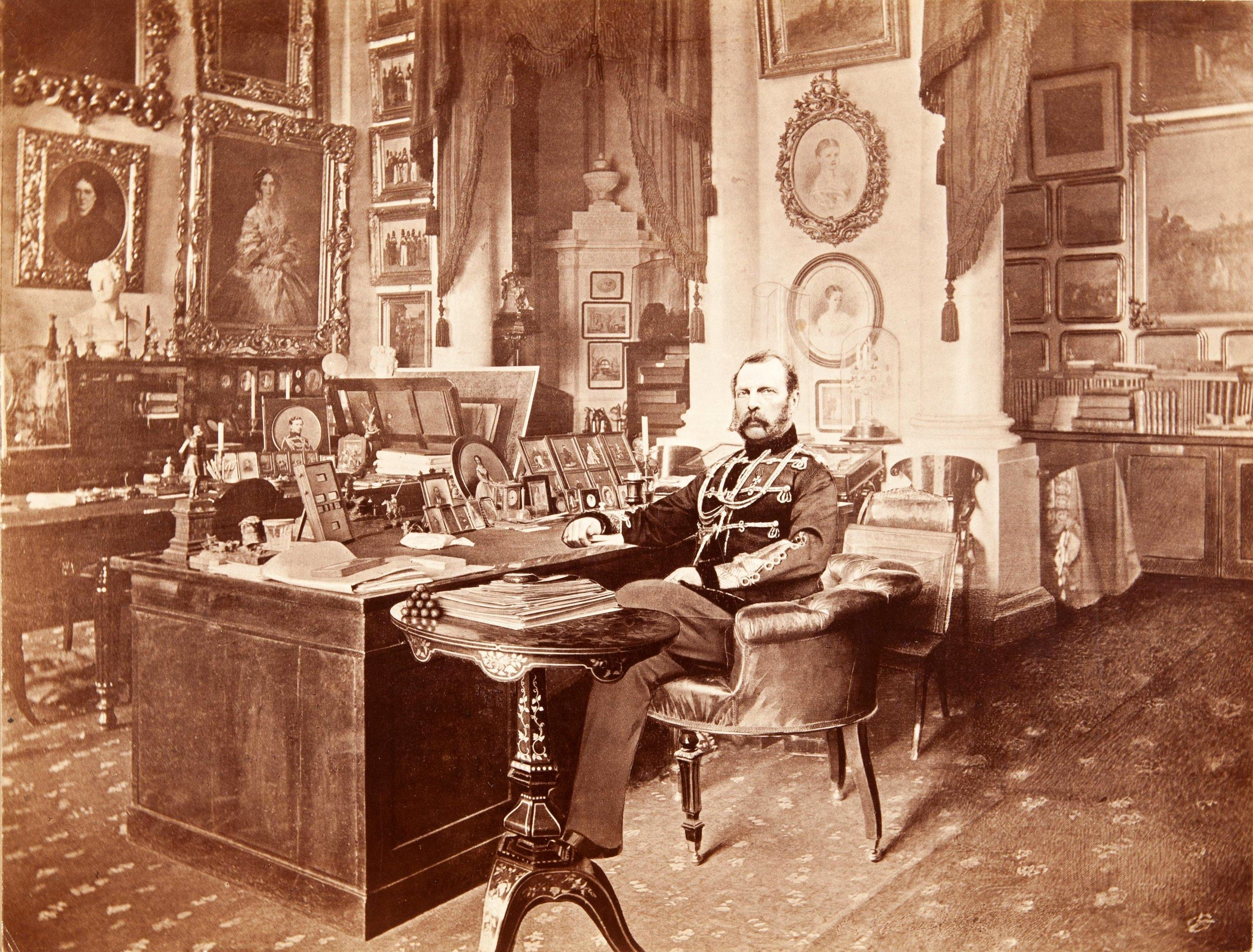
الکساندر دوم در کاخ زمستانی
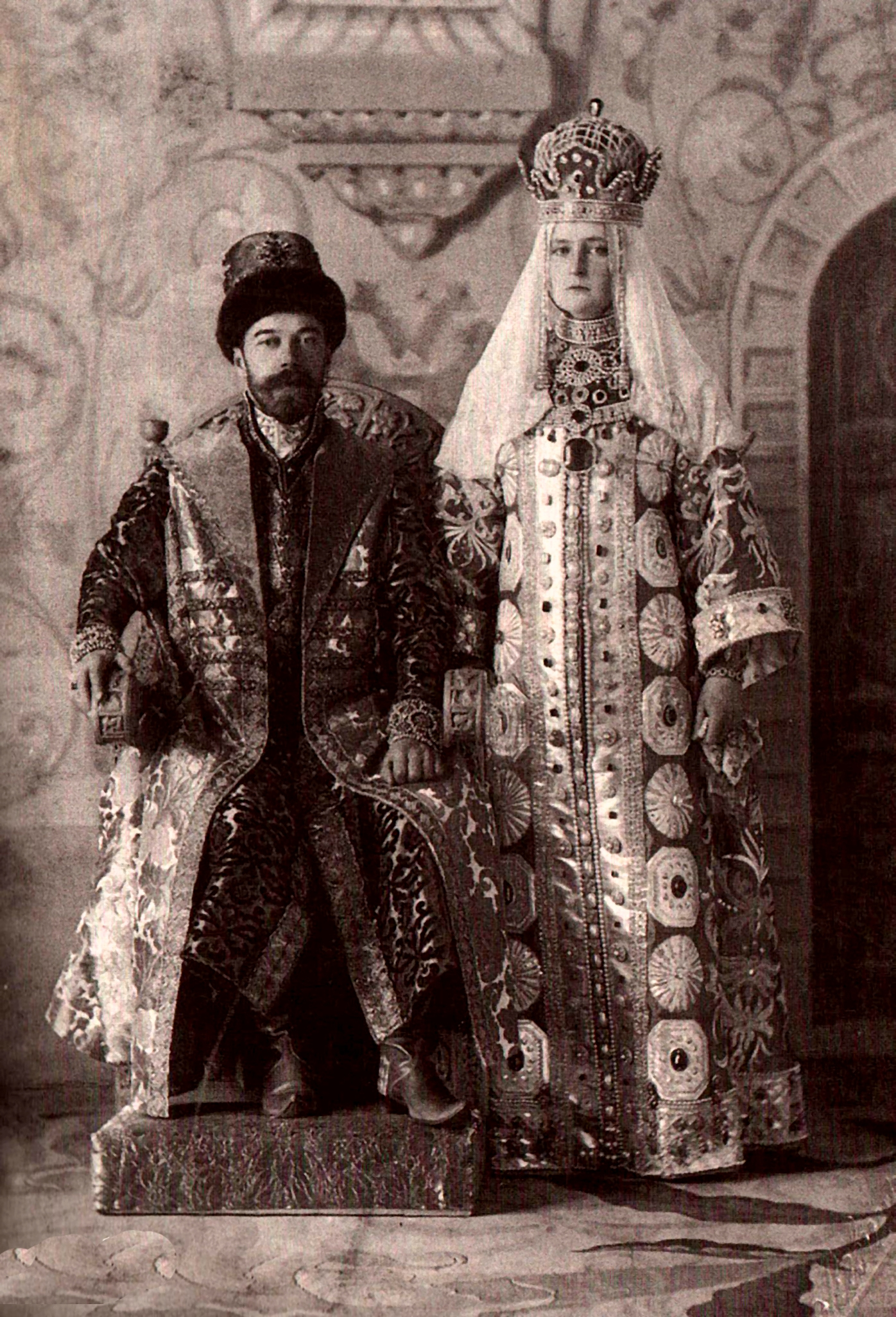
نیکلای دوم و ملکه در کاخ
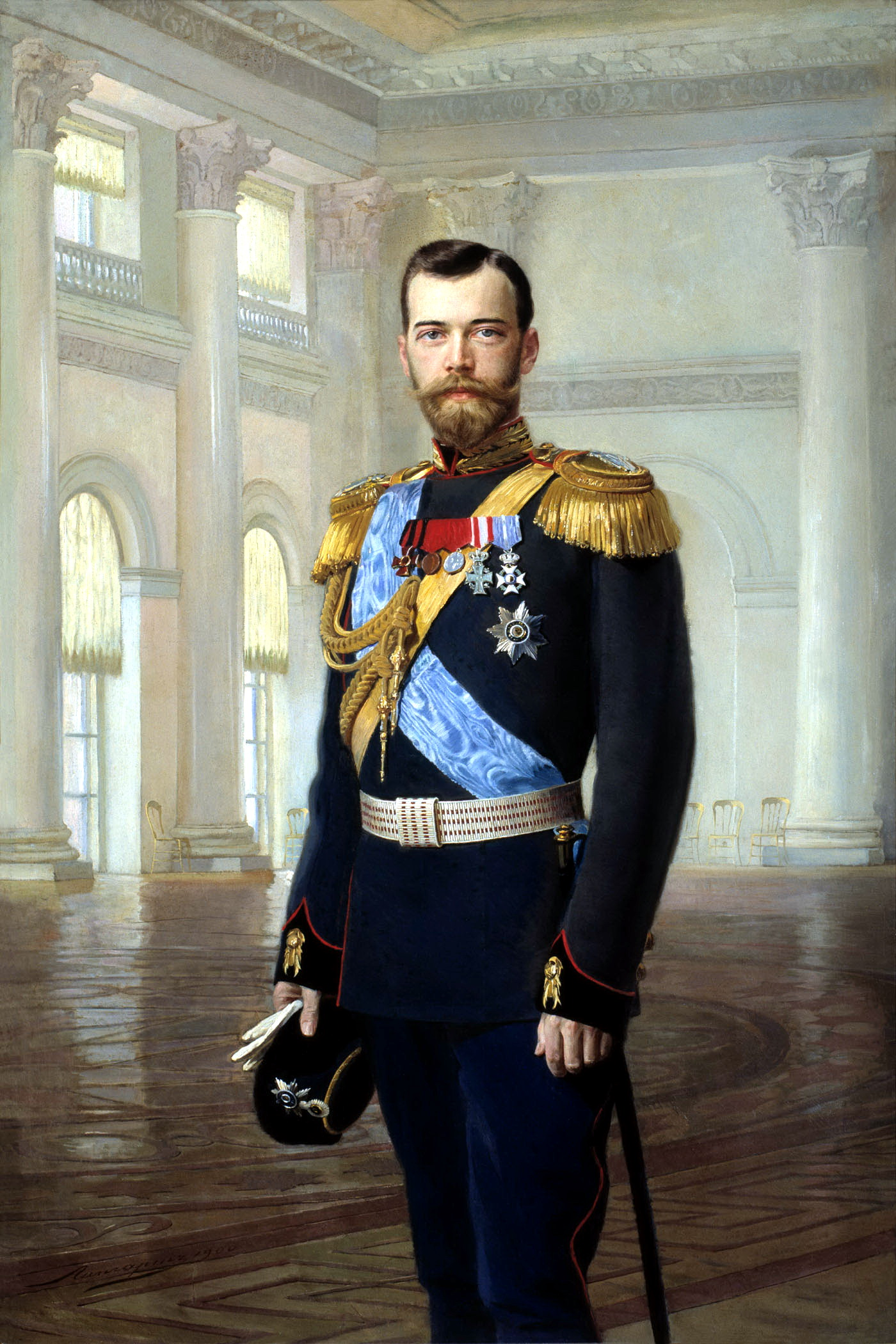
نیکلای دوم، آخرین تزار روسیه در کاخ زمستانی